# Anoploderomorpha granata
Anoploderomorpha granata är en skalbaggsart som beskrevs av Holzschuh 1989. Anoploderomorpha granata ingår i släktet Anoploderomorpha och familjen långhorningar. Inga underarter finns listade i Catalogue of Life.